# Dennis Brain
Pour les articles homonymes, voir Brain.
Dennis Brain est un corniste britannique né le 17 mai 1921 à Londres et décédé le 1er septembre 1957 dans un accident de la route à Hatfield. Il est considéré comme le plus grand corniste classique contemporain et le fondateur de l’école de cor anglaise.

## Tradition familiale
Dennis Brain est issu d’une famille de musiciens :
- Alfred Edwin Brain (1860-1925), son grand-père était un des meilleurs cornistes de son temps
- Alfred Edwin Brain junior (1885-1966), son oncle fit une carrière de corniste aux États-Unis avec le New York Symphony Society
- Audrey Brain (1893-1955), son père fut premier cor au BBC Symphony Orchestra
- Leonard Brain (1915-1975), son frère aîné est un hautboïste qui fit partie du quintette à vent fondé par Dennis. La fille de Leonard fit également une carrière de corniste.

## Ses débuts
Il étudie d’abord le piano et l’orgue tout en recevant une formation générale à St. Paul School, puis travaille avec son père à la Royal Academy of Music de Londres. Il débute comme second cor (son père est au premier pupitre) avec le Busch Chamber Players le 6 octobre 1938 dans le premier concerto brandebourgeois de Bach. Il  réalise son premier enregistrement (toujours comme second cor) en février 1939 sur le Divertissement en Ré majeur de Mozart.
Il est engagé à 21 ans comme premier cor par le National Symphony Orchestra, mais doit rejoindre les Forces Armées britanniques. Avec son frère, au sein du Royal Air Force Symphony Orchestra, il fait une tournée aux États-Unis et se fait remarquer par Leopold Stokowski qui souhaite l’engager au Philadelphia Orchestra.
En 1943, Benjamin Britten compose pour Dennis Brain et Peter Pears sa Sérénade pour ténor, cor et cordes.

## L'après guerre
Walter Legge et Thomas Beecham fondent respectivement le Philharmonia et le Royal Philharmonic Orchestra. Dennis Brain occupe le premier pupitre des cors dans les deux formations. Faute de disponibilité, il démissionnera plus tard de la seconde. Dans le domaine négligé de la musique de chambre, Brain forme en 1946, avec son frère, un quintette à vent avec lequel il effectuera des tournées en Allemagne, Autriche et Italie. En 1955, il élargira cette formation pour en faire un orchestre de chambre qu'il dirige lui-même. Il se produira également en trio avec le pianiste Wilfrid Parry et le violoniste Jean Pougnet (en).
Parmi les compositeurs qui dédièrent des œuvres à Brain, il faut citer:
- Benjamin Britten : Sérénade pour ténor, cor et cordes, op. 31 (1943) et Canticle III (1954)
- Malcolm Arnold : Concerto pour cor n°2
- Paul Hindemith : Concerto pour cor et orchestre (1949)
- York Bowen : Concerto pour cor, cordes et timbales
- Peter Racine Fricker : Sonate pour cor
- Gordon Jacob : Concerto pour cor et orchestre à cordes
- Mátyás Seiber : Nocturne pour cor et cordes
- Humphrey Searle : Aubade pour cor et cordes
- Ernest Tomlinson : Rapsodie et Rondo pour cor et orchestre et Romance et Rondo pour cor et orchestre
- Lennox Berkeley : Trio pour cor, violon et piano

Francis Poulenc écrivit Élégie pour cor et piano en hommage à Brain, pièce qui fut créée le 1er septembre 1958, premier anniversaire de sa mort par Neill Sanders et le compositeur lui-même au piano.
Pour célébrer le 50e anniversaire de sa mort, Peter Maxwell Davies écrivit Fanfare : un salut à Dennis Brain. La première mondiale a eu lieu à Nottingham le 15 mars 2007.
Dennis Brain est mort le 1er septembre 1957 dans un accident de voiture proche de la ville de Hatfield dans le Hertfordshire en revenant du Festival d'Édimbourg. Il est enterré au cimetière de Hampstead.
Brain préférait la technique française du cor (comme son père, il possédait à l'origine un cor français Raoux), mais jouait depuis 1955 sur un instrument allemand qui lui permettait de donner plus d'ampleur à la sonorité.

## La légende
La qualité des interprétations de Brain et sa mort tragique à 36 ans fascina l'imagination du public. Brain inspira des compositeurs comme Britten, Arnold et Tippett. Il popularisa le répertoire classique et sa brève carrière coïncida avec le renouveau en Angleterre de la musique classique. Il se produisit avec un égal talent en soliste comme au sein de l'orchestre. Ses enregistrements des années 1950 sont disponibles, beaucoup considèrent que les concertos pour cor de Mozart sous la baguette de Herbert von Karajan avec le Philharmonia Orchestra sont une référence inégalable.
Selon Eugène Ormandy « Dennis Brain n'avait pas d'égal sur son instrument »